# Loffre
Loffre é uma comuna francesa na região administrativa de Altos da França, no departamento do Norte. Estende-se por uma área de 2.6 km². Em 2010 a comuna tinha 735 habitantes (densidade: 282,7 hab./km²).